# La Tele Letal
La Tele Letal es un programa de televisión colombiano de sátira política, humor y entretenimiento conducido por Martín de Francisco y Santiago Moure en colaboración de Blanca Ligia Franco conocida como Doña Anciana y Carlos Molina conocido como Cerdo. Es dirigido por Rafael Noguera. El formato está relacionado con el programa de los años 1990 La Tele y con su sucesor El Siguiente Programa.
El programa es transmitido por Red+ a nivel nacional y por la plataforma de YouTube. Ha recibido dos premios India Catalina a mejor programa de entretenimiento y uno a mejor presentador para Santiago Moure.

## Secciones
El programa comienza con la sección preguntas estúpidas de Santiago Moure, quien es llamado el pensador apocalíptico, consiste en Maure haciendo preguntas capciosas a transeúntes, casi siempre en la ciudad de Bogotá, en algunas ocasiones el equipo viaja a municipios aledaños u otras ciudades del país e incluso del continente.
Otra de la secciones recurrentes es conocida como Para ahí, donde Moure y de Francisco con la compañía de Doña Anciana, observan una pantalla donde aparecen apartes de noticias o declaraciones, casi siempre relacionadas con política. Al pronunciar la frase para ahí, el video se detiene y los presentadores hacen comentarios sobre lo observado. Desde 2022 Moure y De Francisco interpretan a los personajes Pep y Memo en esta sección.
En la sección de Martín de Francisco, este hace entrevistas a expertos en medicina o etiqueta a los que les hace preguntas supuestamente enviadas por televidentes.
En programas recientes, en los intermedios de secciones, aparece el personaje de el profesor idiota, interpretado por Carlos Molina quien vestido con indumentaria de académico intenta responder los cuestionamientos de los presentadores.
El programa culmina con la sección  El invitado especial, donde se hace una entrevista a algún personaje famoso de la política o la farándula. Esta sección cuenta con una subsección llamada Los personajes, donde al invitado se le presentan fotografías de personajes, casi siempre políticos, para que haga un comentario sobre estos.
Durante las primeras temporadas el programa finalizaba con la sección No te lo puedo creer, en la que Matín de Francisco interpreta a Memo Baquero, un comentarista deportivo de marcado acento caleño, y Santiago Moure interpreta a Pep Erazo un comentarista deportivo de marcado acento argentino, ambos personajes, interpretados a manera de parodia, exponen una ideología de extrema derecha o uribista.

## Invitados especiales
A continuación, el listado de cada uno de los invitados al programa y la fecha en la cual se emitió en el canal Red+ y en YouTube.
Temporada 1, Año 2017:
- Capítulo 1 (27 de marzo de 2017): Franklin Ramos.[9]
- Capítulo 2 (3 de abril de 2017): Daniel Samper Ospina.[10]
- Capítulo 3 (10 de abril de 2017): Pirry.[11]
- Capítulo 4 (17 de abril de 2017): Don Jediondo.[12]
- Capítulo 5 (24 de abril de 2017): Andrea Guerrero.[13]
- Capítulo 6 (8 de mayo de 2017): Carolina Sanín.[14]
- Capítulo 7 (15 de mayo de 2017): Eva Rey.[15]
- Capítulo 8 (22 de mayo de 2017): Julián Román.[16]
- Capítulo 9 (5 de junio de 2017): Alejandra Azcárate.[17]
- Capítulo 10 (12 de junio de 2017): Graciela Torres, "La Negra Candela".[18]
- Capítulo 11 (10 de julio de 2017): Hernán Peláez.[19]
- Capítulo 12 (17 de julio de 2017): Hollman Morris.[20]
- Capítulo 13 (24 de julio de 2017): María Fernanda Cabal.[21]
- Capítulo 14 (31 de julio de 2017): Robinson Díaz.[22]
- Capítulo 15 (14 de agosto de 2017): Claudia López.[23]
- Capítulo 16 (28 de agosto de 2017): María Fernanda Carrascal y Natalia Bedoya.[24]
- Capítulo 17 (4 de septiembre de 2017): Margarita Ortega Cadavid.[25]
- Capítulo 18 (11 de septiembre de 2017): Antonio Morales Riveira.[26]
- Capítulo 19 (18 de septiembre de 2017): Ramiro Bejarano.[27]
- Capítulo 20 (25 de septiembre de 2017): Flavia dos Santos.[28]
- Capítulo 21 (2 de octubre de 2017): Rodolfo Rincón Sosa.[29]
- Capítulo 22 (9 de octubre de 2017): Margarita Rosa de Francisco.[30]
- Capítulo 23 (23 de octubre de 2017): Gustavo Gómez Córdoba.[31]
- Capítulo 24 (30 de octubre de 2017): Humberto de La Calle.[32]
- Capítulo 25 (20 de noviembre de 2017): Julián Caicedo.[33]
- Capítulo 26 (27 de noviembre de 2017): Dago García.[34]
- Capítulo 27 (4 de diciembre de 2017): Vicky Dávila.[35]
- Capítulo 28 (11 de diciembre de 2017): Jorge Enrique Robledo.[36]
- Capítulo 29 (18 de diciembre de 2017): Abril Schreiber.[37]

Temporada 2, Año 2018:
- Capítulo 30 (19 de febrero de 2018): Angélica Lozano.[38]
- Capítulo 31 (26 de febrero de 2018): Hassan Nassar.[39]
- Capítulo 32 (5 de marzo de 2018): Álvaro Lemmon.[40]
- Capítulo 33 (12 de marzo de 2018): Carlos Cortés.[41]
- Capítulo 34 (26 de marzo de 2018): Noel Petro.[42]
- Capítulo 35 (2 de abril de 2018): Gustavo Petro.[43]
- Capítulo 36 (9 de abril de 2018): Sergio Fajardo.[44]
- Capítulo 37 (16 de abril de 2018): Juan Carlos Arango.[45]
- Capítulo 38 (23 de abril de 2018): María Jimena Duzán.[46]
- Capítulo 39 (30 de abril de 2018): Primo Rojas.[47]
- Capítulo 40 (7 de mayo de 2018): Luly Bossa.[48]
- Capítulo 41 (21 de mayo de 2018): Flora Martínez.[49]
- Capítulo 42 (28 de mayo de 2018): Ariel Ávila.[50]
- Capítulo 43 (16 de julio de 2018): Aurelio Suárez Montoya.[51]
- Capítulo 44 (23 de julio de 2018): Alejandro Gaviria.[52]
- Capítulo 45 (30 de julio de 2018): María José Pizarro.[53]
- Capítulo 46 (6 de agosto de 2018): Mábel Lara.[54]
- Capítulo 47 (13 de agosto de 2018): Nerú Martínez.[55]
- Capítulo 48 (27 de agosto de 2018): Carolina Cuervo.[56]
- Capítulo 49 (3 de septiembre de 2018): Yohir Akerman.[57]

- Capítulo 50 (10 de septiembre de 2018): Sergio Barbosa.[58]
- Capítulo 51 (17 de septiembre de 2018): Juan Esteban Constaín.[59]
- Capítulo 52 (24 de septiembre de 2018): Laura Acuña.[60]
- Capítulo 53 (1 de octubre de 2018): Paola Turbay.[61]
- Capítulo 54 (8 de octubre de 2018): Santiago Jaramillo.[62]
- Capítulo 55 (22 de octubre de 2018): Roy Barreras.[63]
- Capítulo 56 (29 de octubre de 2018): Armando Benedetti.[64]
- Capítulo 57 (19 de noviembre de 2018): Yamit Palacio.[65]
- Capítulo 58 (26 de noviembre de 2018): María Fernanda Matus.[66]

Temporada 3, Año 2019:
- Capítulo 59 (25 de febrero de 2019): Paloma Valencia.[67]
- Capítulo 60 (4 de marzo de 2019): Antonio Navarro Wolff.[68]
- Capítulo 61 (11 de marzo de 2019): Juan Daniel Oviedo.[69]
- Capítulo 62 (18 de marzo de 2019): Juanita Goebertus.[70]
- Capítulo 63 (1 de abril de 2019): Jimmy Gutiérrez.[71]
- Capítulo 64 (8 de abril de 2019): Amparo Grisales.[72]
- Capítulo 65 (22 de abril de 2019): Valeria Santos.[73]
- Capítulo 66 (6 de mayo de 2019): Catherine Juvinao.[74]
- Capítulo 67 (13 de mayo de 2019): Julio Correal.[75]
- Capítulo 68 (20 de mayo de 2019): Rodrigo Lara Restrepo.[76]
- Capítulo 69 (27 de mayo de 2019): Diana Uribe.[77]
- Capítulo 70 (10 de junio de 2019): Gabriel de las Casas.[78]
- Capítulo 71 (8 de julio de 2019): Julián Felipe Martínez.[79]
- Capítulo 72 (15 de julio de 2019): Luis Ernesto Gómez.[80]
- Capítulo 73 (22 de julio de 2019): Doña Anciana.[81]
- Capítulo 74 (29 de julio de 2019): Ernesto Samper.[82]
- Capítulo 75 (5 de agosto de 2019): Ángela Garzón.[83]
- Capítulo 76 (12 de agosto de 2019): Jorge Enrique Abello.[84]
- Capítulo 77 (26 de agosto de 2019): Carlos Fernando Galán.[85]
- Capítulo 78 (2 de septiembre de 2019): Sylvia Lucía Meléndez.[86]
- Capítulo 79 (9 de septiembre de 2019): Sofía Gómez.[87]
- Capítulo 80 (16 de septiembre de 2019): Hollman Morris (segunda entrevista).[88]
- Capítulo 81 (23 de septiembre de 2019): Margarita Posada.[89]
- Capítulo 82 (30 de septiembre de 2019): Claudia López (segunda entrevista).[90]
- Capítulo 83 (7 de octubre de 2019): Johanna Bahamón.[91]
- Capítulo 84 (21 de octubre de 2019): Rodolfo Hernández.[92]
- Capítulo 85 (28 de octubre de 2019): Ramiro Bejarano (segunda entrevista).[93]
- Capítulo 86 (18 de noviembre de 2019): Alejandro Riaño.[94]
- Capítulo 87 (25 de noviembre de 2019): Alejandra Borrero.[95]

Temporada 4, Año 2020:
- Capítulo 88 (2 de marzo de 2020): Gilberto Tobón Sanín.[96]
- Capítulo 89 (9 de marzo de 2020): Giovanny Ayala.[97]
- Capítulo 90 (16 de marzo de 2020): Carlos "Cerdo" Molina.[98]
- Capítulo 91 (30 de marzo de 2020): Gabriela Tafur.[99]
- Capítulo 92 (13 de abril de 2020): Daniel Coronell.[100]
- Capítulo 93 (20 de abril de 2020): Amaranta Hank.[101]
- Capítulo 94 (27 de abril de 2020): Rigoberto Urán.[102]
- Capítulo 95 (4 de mayo de 2020): Julián Arango.[103]
- Capítulo 96 (11 de mayo de 2020): Carolina Guerra.[104]
- Capítulo 97 (18 de mayo de 2020): Juan Ricardo Lozano.[105]
- Capítulo 98 (1 de junio de 2020): Adriana Lucía.[106]
- Capitulo 99 (8 de junio de 2020): Alberto Bernal León.[107]
- Capitulo 100 (6 de julio de 2020): Diana Salinas.[108]
- Capitulo 101 (13 de julio de 2020): Félix de Bedout.[109]
- Capítulo 102 (27 de julio de 2020): María Fernanda Carrascal (segunda entrevista).[110]
- Capítulo 103 (3 de agosto de 2020): Claudia Morales.[111]
- Capítulo 104 (10 de agosto de 2020): Miguel del Río Malo.[112]
- Capítulo 105 (24 de agosto de 2020): Aura Cristina Geithner.[113]
- Capítulo 106 (31 de agosto de 2020): Iván Cepeda Castro.[114]
- Capítulo 107 (7 de septiembre de 2020): Katherine Miranda.[115]
- Capítulo 108 (14 de septiembre de 2020): José Guarnizo.[116]
- Capítulo 109 (21 de septiembre de 2020): Andrés Parra.[117]
- Capítulo 110 (28 de septiembre de 2020): Julio César González.[118]
- Capítulo 111 (5 de octubre de 2020): Iván Marulanda.[119]
- Capítulo 112 (19 de octubre de 2020): Vanessa de la Torre.[120]
- Capítulo 113 (26 de octubre de 2020): Gustavo Bolívar.[121]
- Capítulo 114 (9 de noviembre de 2020): Olga Behar.[122]
- Capítulo 115 (23 de noviembre de 2020): María Jimena Duzán.[123]
- Capítulo 116 (30 de noviembre de 2020): Esperanza Gómez.[124]

Temporada 5, Año 2021:
- Capítulo 117 (12 de abril de 2021): Gonzalo Guillén.[125]
- Capítulo 118 (12 de abril de 2021): Marcela Mar.[126]
- Capítulo 119 (12 de abril de 2021): Santiago Rivas.[127]
- Capítulo 120 (5 de abril de 2021): Zulma Cucunubá.[128]
- Capítulo 121 (12 de abril de 2021): Jorge Cárdenas.[129]
- Capítulo 122 (19 de abril de 2021): Camilo Romero.[130]
- Capítulo 123 (26 de abril de 2021): Juan Diego Alvira.[131]
- Capítulo 124 (3 de mayo de 2021): Carolina Ramírez.[132]
- Capítulo 125 (10 de mayo de 2021): Sandra Borda Guzmán.[133]
- Capítulo 126 (24 de mayo de 2021): Beto Coral.[134]
- Capítulo 127 (31 de mayo de 2021): Rodolfo Rincón Sosa (segunda entrevista).[135]
- Capítulo 128 (21 de junio de 2021): Susana Boreal.[136]
- Capítulo 129 (28 de junio de 2021): Nany Pardo.[137]
- Capítulo 130 (12 de julio de 2021): Fabio Rubiano.[138]
- Capítulo 131 (26 de julio de 2021): Adolfo Zableh.[139]
- Capítulo 132 (2 de agosto de 2021): Daniel Mendoza Leal.[140]
- Capítulo 133 (10 de agosto de 2021): Álex Campos.[141]
- Capítulo 134 (23 de agosto de 2021): Ricardo Silva Romero.[142]
- Capítulo 135 (30 de agosto de 2021): Elkin Díaz.[143]
- Capítulo 136 (6 de septiembre de 2021): Nicolás Samper.[144]
- Capítulo 137 (20 de septiembre de 2021): Francia Márquez.[145]
- Capítulo 138 (27 de septiembre de 2021): Melba Escobar.[146]
- Capítulo 139 (5 de octubre de 2021): Mabel Moreno.[147]
- Capítulo 140 (11 de octubre de 2021): Josué Alirio Barrera.[148]
- Capítulo 141 (25 de octubre de 2021): Inti Asprilla.[149]
- Capítulo 142 (8 de noviembre de 2021): Jineth Bedoya.[150]
- Capítulo 143 (22 de noviembre de 2021): Helena Urán Bidegain.[151]
- Capítulo 144 (29 de noviembre de 2021): Frank Martínez.[152]
- Capítulo 145 (6 de diciembre de 2021): Margarita Rosa de Francisco (segunda entrevista).[153]
- Capítulo 146 (14 de diciembre de 2021): Aída Victoria Merlano.[154]

Temporada 6, Año 2022:
- Capítulo 147 (8 de marzo de 2022): Levy Rincón.[155]
- Capítulo 148 (29 de marzo de 2022): Ana Bejarano Ricaurte.[156]
- Capítulo 149 (29 de marzo de 2022): Rodolfo Hernández Suárez (segunda entrevista).[157]
- Capítulo 150 (5 de abril de 2022): Alicia Franco.[158]
- Capítulo 151 (12 de abril de 2022): Ingrid Betancourt.[159]
- Capítulo 152 (19 de abril de 2022): Enrique Gómez Martínez.[160]
- Capítulo 153 (26 de abril de 2022): John Milton Rodríguez.[161]
- Capítulo 154 (3 de mayo de 2022): Marcelo Cezán.[162]
- Capítulo 155 (10 de mayo de 2022): Sergio Fajardo (segunda entrevista).[163]
- Capítulo 156 (17 de mayo de 2022): Alejandro Martínez.[164]
- Capítulo 157 (24 de mayo de 2022): Gustavo Petro (segunda entrevista).[165]
- Capítulo 158 (7 de junio de 2022): Don Jediondo imitando a Yamid Amat.[166]
- Capítulo 159 (14 de junio de 2022): Daniel Daza.[167]
- Capítulo 160 (12 de julio de 2022): Roy Barreras.[168]
- Capítulo 161 (19 de julio de 2022): Flavia dos Santos (segunda entrevista).[169]
- Capítulo 162 (26 de julio de 2022): Carlos Alfonso Velásquez.[170]
- Capítulo 163 (2 de agosto de 2022): Catherine Juvinao (segunda entrevista).[171]
- Capítulo 164 (8 de agosto de 2022): Agmeth Escaf.[172]
- Capítulo 165 (22 de agosto de 2022): Ángel Beccassino.[173]
- Capítulo 166 (29 de agosto de 2022): César Caballero.[174]
- Capítulo 167 (5 de septiembre de 2022): Vladdo.[175]
- Capítulo 168 (12 de septiembre de 2022): Amaranta Hank (segunda entrevista).[176]
- Capítulo 169 (19 de septiembre de 2022): Juana Afanador.[177]
- Capítulo 170 (26 de septiembre de 2022): David Racero.[178]
- Capítulo 171 (4 de octubre de 2022): Alonso Sánchez Baute.[179]
- Capítulo 172 (10 de octubre de 2022): Diana Ángel.[180]
- Capítulo 173 (24 de octubre de 2022): Brigitte Baptiste.[181]
- Capítulo 174 (31 de octubre de 2022): Carolina Sanín (segunda entrevista).[182]
- Capítulo 175 (21 de noviembre de 2022): Camila Zuluaga.[183]
- Capítulo 176 (21 de noviembre de 2022): Daniel Carvalho.[184]
- Capítulo 177 (5 de diciembre de 2022): Diego Trujillo.[185]
- Capítulo 178 (12 de diciembre de 2022): Juliette Pardau.[186]
- Capítulo 179 (12 de diciembre de 2022): Leonor Espinosa.[187]

Temporada 7, Año 2023:
- Capítulo 180 (7 de febrero de 2023): Alejandro Gaviria (segunda entrevista).[188]
- Capítulo 181 (14 de febrero de 2023): Juan Daniel Oviedo (segunda entrevista).[189]
- Capítulo 182 (21 de febrero de 2023): Alejandra Miranda y Ani Aristizabal.[190]
- Capítulo 183 (28 de febrero de 2023): John Alex Toro.[191]
- Capítulo 184 (7 de marzo de 2023): Esperanza Gómez (segunda entrevista).[192]
- Capítulo 185 (14 de marzo de 2023): Diana Salinas (segunda entrevista).[193]
- Capítulo 186 (21 de marzo de 2023): Mario Duarte.[194]
- Capítulo 187 (28 de marzo de 2023): Eduardo Arias y Karl Troller .[195]
- Capítulo 188 (11 de abril de 2023): Jorge Alí Triana.[196]
- Capítulo 189 (18 de abril de 2023): Mauricio Lizcano.[197]
- Capítulo 190 (25 de abril de 2023): Carolina Corcho.[198]
- Capítulo 191 (2 de mayo de 2023): Carlos Carrillo.[199]
- Capítulo 192 (25 de abril de 2023): Carlos Vargas.[200]
- Capítulo 193 (16 de mayo de 2023): Robinson Díaz (segunda entrevista).[201]
- Capítulo 194 (23 de mayo de 2023): Rodrigo Lara Restrepo (segunda entrevista).[202]
- Capítulo 195 (30 de mayo de 2023): Diana López Zuleta.[203]
- Capítulo 196 (6 de junio de 2023): Tulio Zuluaga.[204]
- Capítulo 197 (13 de junio de 2023): Jennifer Pedraza.[205]
- Capítulo 198 (20 de junio de 2023): Rodrigo Londoño.[206]
- Capítulo 199 (27 de junio de 2023): Luis Carlos Reyes.[207]
- Capítulo 200 (18 de julio de 2023): Especial 200 capítulos.[208]
- Capítulo 201 (25 de julio de 2023): Majida Issa.[209]
- Capítulo 202 (1 de agosto de 2023): Laura Ardila Arrieta.[210]
- Capítulo 203 (8 de agosto de 2023): Galy Galiano.[211]
- Capítulo 204 (15 de agosto de 2023): Gustavo Bolívar.[212]
- Capítulo 205 (22 de agosto de 2023): Diego Molano.[213]
- Capítulo 206 (29 de agosto de 2023): Profesor Pizquero.[214]
- Capítulo 207 (5 de septiembre de 2023): Jorge Enrique Robledo.[215]
- Capítulo 208 (12 de septiembre de 2023): Óscar Córdoba.[216]
- Capítulo 209 (19 de septiembre de 2023): Carlos Fernando Galán.[217]
- Capítulo 210 (26 de septiembre de 2023): Mauricio Navas Talero.[218]